# Filmfare Award per la miglior attrice debuttante
Il Filmfare Award per la miglior attrice debuttante (in inglese: Filmfare Best Female Debut Award), precedentemente noto come Filmfare Award for Lux New Face of the Year, viene assegnato dalla rivista Filmfare come parte dell'annuale premiazione dei Filmfare Awards, dedicati al cinema indiano. 
Il Filmfare Award for Lux New Face of the Year è stato assegnato per la prima volta nel 1989 a Juhi Chawla e nell'ultima edizione con questo nome nel 1999 a Preity Zinta; dal 2000 il premio ha assunto la nuova denominazione.

## Vincitrici per anno
La seguente lista mostra le attrici vincitrici di ogni anno e i relativi film interpretati.

### Anni 1980
- 1989: Juhi Chawla - Qayamat Se Qayamat Tak

### Anni 1990
- 1990: Bhagyashree - Maine Pyar Kiya
- 1991: Pooja Bhatt - Daddy
- 1992: Raveena Tandon - Patthar Ke Phool
- 1993: Divya Bharti - Deewana
- 1994: Mamta Kulkarni - Aashiq Awara
- 1995: Sonali Bendre - Aag
- 1996: Twinkle Khanna - Barsaat
- 1997: Seema Biswas - Bandit Queen
- 1998: Mahima Chaudhry - Pardes
- 1999: Preity Zinta - Dil Se... e Soldier

### Anni 2000
- 2000: Nandita Das – Earth
- 2001: Kareena Kapoor – Refugee
- 2002: Bipasha Basu – Ajnabee
- 2003: Esha Deol – Koi Mere Dil Se Poochhe
- 2004: Lara Dutta & Priyanka Chopra – Andaaz
- 2005: Ayesha Takia – Taarzan: The Wonder Car
- 2006: Vidya Balan – Parineeta
- 2007: Kangana Ranaut – Gangster
- 2008: Deepika Padukone – Om Shanti Om
- 2009: Asin Thottumkal – Ghajini

### Anni 2010
- 2010: Premio non assegnato
- 2011: Sonakshi Sinha – Dabangg
- 2012: Parineeti Chopra – Ladies vs Ricky Bahl
- 2013: Ileana D'Cruz – Barfi!
- 2014: Vaani Kapoor – Shuddh Desi Romance
- 2015: Kriti Sanon – Heropanti
- 2016: Bhumi Pednekar – Dum Laga Ke Haisha
- 2017: Ritika Singh - Saala Khadoos
- 2018: Premio non assegnato
- 2019: Sara Ali Khan - Kedarnath

### Anni 2020
- 2020: Ananya Panday - Student of the Year 2 e Pati Patni Aur Woh
- 2021: Alaya F - Jawaani Jaaneman
- 2022: Sharvari Wagh - Bunty Aur Babli 2
- 2023: Andrea Kevichüsa - Anek[3]
- 2024: Alizeh Agnihotri - Farrey[4]